# Alves-Syndrom
Das Alves-Syndrom wurde 1981 von dem brasilianischen Pathologen A. F. Alves beschrieben.
Es ist eine extrem seltene erbliche Fehlbildung der Haut und Hautanhangsgebilde sowie des Skeletts.
Synonyme: englisch Alves’ syndrome; Alves-dos Santos-Castelo syndrome; Ectodermal dysplasia-cataracts-kyphoscoliosis syndrome; Arthrogryposis and ectodermal dysplasia; veraltet: trichooculodermovertebral syndrome
Weltweit sind weniger als zehn Fälle beschrieben worden. Vermutlich liegt ein autosomal-rezessiver Erbgang vor.
Die Symptome sind in wechselnder Zusammenstellung: abnorme Zahnformen, Augenlinsentrübung, deformierte Finger- und Zehennägel, trockene Haut, fehlende Augenbrauen, Glatze, fehlgebildete Finger, Gelenkanomalien, extrem kurze Nase, Minderwuchs, Spina bifida.